# Noboru Kohara
Noboru Kohara (japanisch 小原 昇 Kohara Noboru; * 22. Juli 1983 in der Präfektur Osaka) ist ein ehemaliger japanischer Fußballspieler.

## Karriere
Kohara erlernte das Fußballspielen in der Jugendmannschaft von Kyoto Purple Sanga. Seinen ersten Vertrag unterschrieb er 200 bei den Kyoto Purple Sanga (heute: Kyoto Sanga FC). Der Verein spielte in der höchsten Liga des Landes, der J1 League. Am Ende der Saison 2003 stieg der Verein in die J2 League ab. 2005 wurde er mit dem Verein Meister der J2 League und stieg wieder in die J1 League auf. Am Ende der Saison 2006 stieg der Verein in die J2 League ab. Für den Verein absolvierte er 18 Ligaspiele. 2007 wechselte er zum Drittligisten Tochigi SC. Ende 2007 beendete er seine Karriere als Fußballspieler.

## Erfolge
Kyoto Purple Sanga
- Kaiserpokal

Sieger: 2002